# イスマーイール・アル＝ハンマーディー
イスマーイール・アル＝ハンマーディー（アラビア語: إسماعيل الحمادي、Ismaeel Al HammadiまたはIsmail Al Hammadi、Ismail Al Hamadi、1988年7月1日 -）は、アラブ首長国連邦のプロサッカー選手。ホール・ファカン・クラブ所属のMF。サッカーアラブ首長国連邦代表。アブダビ出身。
日本語では「イスマイル・アル・ハマディ」「イスマイル・アルハンマディ」「イスマイル・アルハマディ」などと表記されることがある。

## 来歴

### クラブ
デビューから2021年までアル・アハリ・ドバイに所属した。

### 代表
代表デビューは2008年、同年のキリンチャレンジカップ2008の対日本戦では途中出場し同点ゴールを決めている。AFCアジアカップ2011、2012年ロンドン五輪に出場。
UAEが優勝したガルフカップ2013の決勝・対イラク戦では途中出場し、1-1の同点でむかえた延長後半に決勝点となるゴールを決めている。